# دستیار شخصی هوشمند
دستیار شخصی هوشمند یک عامل نرم‌افزاری است که خدمات و سرویس‌هایی را برای فرد ارائه می‌دهد. این خدمات و سرویس‌ها به مکان و ورودی‌های کاربر و میزان دسترسی به اطلاعات (جغرافیایی، ترافیکی و...) بستگی دارد. دستیار گوگل، مایکروسافت کورتانا و سیری (نرم‌افزار) مثال‌هایی از این نوع‌اند.